# Rika Hattori
Rika Hattori (Yokohama, 19 maggio 1990) è un'ex pallavolista giapponese.
Giocava nel ruolo di centrale.

## Carriera
La carriera di Rika Hattori inizia a livello scolastico, con la formazione del Liceo Seitokugakuen. Nella stagione 2009-10 inizia la carriera professionistica, esordendo in V.Premier League con le Pioneer Red Wings: in seguito alla chiusura del club, si ritira al termine della stagione 2013-14, dopo aver trascorso cinque annate con le Pioneer Red Wings.